# Color TV-Game
Color TV-Game (カラー テレビゲーム Karā Terebi-Gēmu?) fue la primera consola de videojuegos doméstica de Nintendo y se comercializó exclusivamente en Japón. Esta consola incluía una serie de videojuegos almacenados en su memoria interna ya que aún no existían los cartuchos intercambiables. En total se lanzaron cinco modelos entre 1977 y 1980: los dos primeros, Color TV-Game 6 y 15, vendieron un millón de unidades cada uno y los dos siguientes, Block Kuzushi y Racing 112, medio millón. La serie Color TV-Game tiene las cifras de ventas más altas de la primera generación de videoconsolas con tres millones de unidades vendidas. Los sistemas funcionaron con baterías C o un adaptador de CA. La consola duró seis años en el mercado y fue descontinuada en 1983. Gracias al éxito de la Color TV-Game Nintendo se dispuso a lanzar su primera consola portátil solo tres años después, la Game & Watch, que obtuvo un gran éxito a nivel mundial e impulsó a la compañía a meterse definitivamente en la industria de los videojuegos.

## Historia

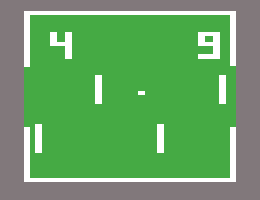
Captura de pantalla de uno de los juegos en Color TV-Game 15 y Color TV-Game 6.

### Antecedentes
Como resultado de la crisis del petróleo de 1973, el negocio del Laser Clay Shooting System de Nintendo colapsó. Dado que este era el negocio más exitoso desde la fabricación existente de naipes y juguetes Hanafuda en 1889, el grupo enfrentaba una gran crisis. Desde 1975, el presidente del grupo Hiroshi Yamauchi se interesó en el mercado de los videojuegos. Como resultado, Nintendo trajo sus primeras máquinas recreativas en los años siguientes al mercado. Además, Yamauchi observó la construcción principalmente por Atari y Magnavox en el negocio occidental con consolas de videojuegos para uso doméstico. En Japón, en 1975, salió al mercado la primera consola doméstica, TV Tenis de Epoch-sha.

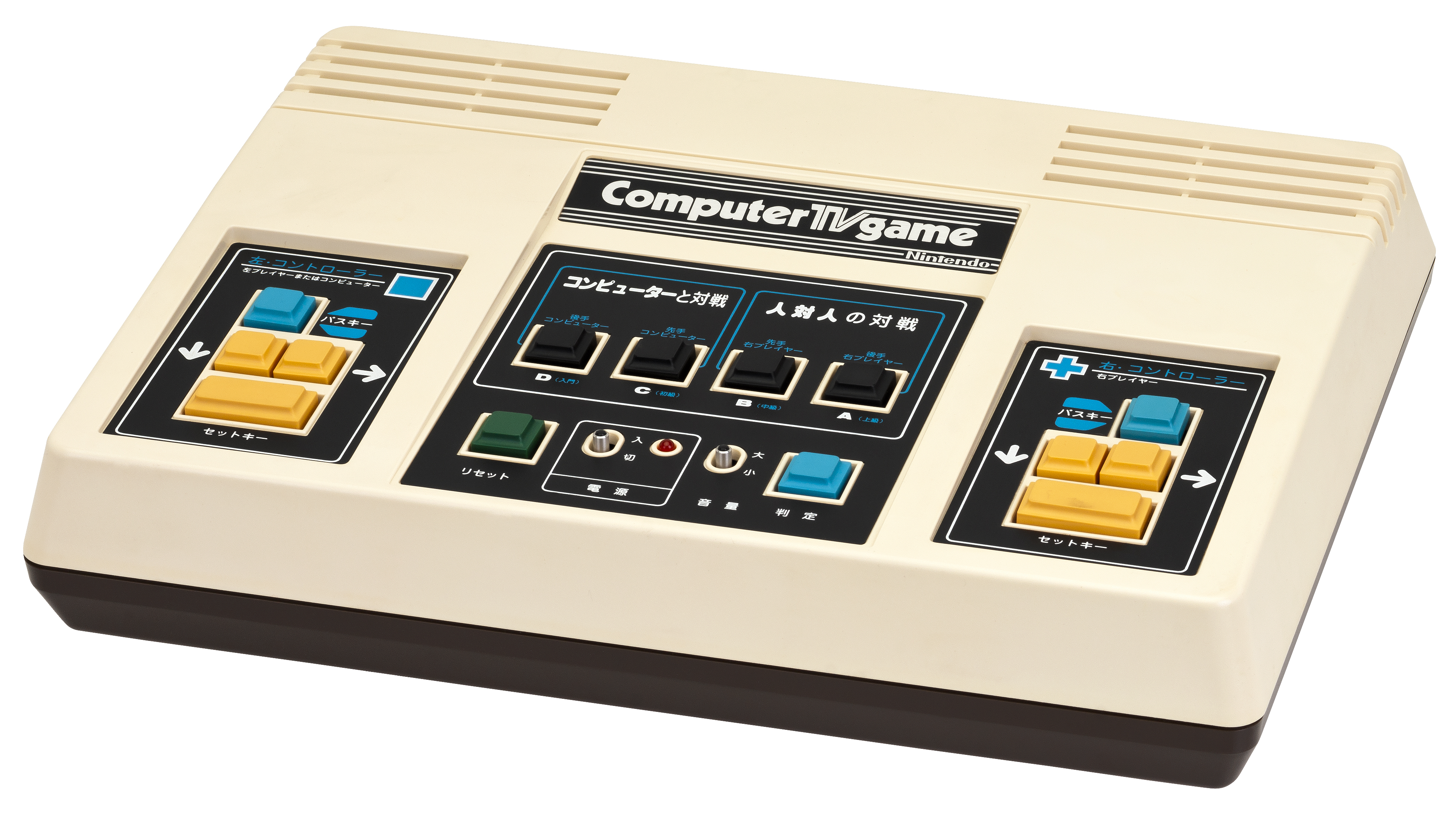
El último lanzamiento de TV-Game, Computer TV-Game reproduce Computer Othello.

### Color TV-Game 6
La serie debutó el 1 de junio de 1977, con el Color Color TV-Game 6 (カラー テレビゲーム6 Karā Terebi-Gēmu Roku?) El Color TV-Game 6 fue desarrollado conjuntamente con Mitsubishi Electronics. Contiene seis variaciones de Tenis ligero (o Pong) que incluye tenis, hockey y voleibol; cada uno se puede jugar en modo individual o en dobles. Los jugadores controlan sus paletas con diales conectados directamente a la máquina. Además, como alternativa a la versión estándar, se introdujo un modelo del Color TV-Game 6 alimentado por batería C de color blanco. Estas consolas de color blanco tenían una producción limitada de solo unos cientos de unidades.

### Color TV-Game 15
El 8 de junio, apenas una semana después del lanzamiento de la Color TV-Game 6, Nintendo lanzó el Color TV-Game 15 (カラーテレビゲーム15 Karā Terebi-Gēmu Jū Go?). Con los dos controladores ahora en los cables (lo que hace que el juego sea mucho más cómodo) y 15 versiones ligeramente diferentes de Light Tennis, el CTG 15 arrojó ventas de más de un millón de unidades. Se lanzaron dos modelos del CTG 15, que difieren solo por un ligero cambio de tinte de color. Aparece como un "Trofeo de asistencia" en Super Smash Bros. para Nintendo 3DS y Wii U, y Super Smash Bros. Ultimate. El juego Color TV 15 incluye dos variaciones de Hockey, Voleibol y Tenis, y dos juegos de estilo Ping Pong. Cada juego se puede jugar en modo individual o en dobles. El juego adicional era "penal shootout", donde el objetivo es disparar la pelota más allá de un objetivo en constante movimiento. Además, los controles de la paleta ahora estaban separados de la consola y estaban conectados a ella. La consola fue producida en dos tonos de naranja; el naranja claro es mucho más raro. Nintendo vendió más de un millón de consolas Color TV-Game 15.

### Color TV-Game Racing 112
El 8 de junio de 1978, Nintendo lanzó el Color TV-Game Racing 112 (カラーテレビゲームレーシング112 Karā Terebi-Gēmu Rēshingu Hyaku Jū Ni?), Un juego de carreras en vista de pájaro que implementa un volante y palanca de cambios. Alternativamente, se pueden usar dos controladores más pequeños para el modo multijugador. El juego presenta un auto desde una vista de pájaro que conduce en una pista y evita otros autos en la carretera. También es posible jugar en modo de dos jugadores con controles que se conectan en la parte posterior de la consola. Este fue el primer proyecto de Shigeru Miyamoto trabajando para Nintendo; él era solo un empleado junior en ese momento. Se vendieron 160,000 unidades.

### Color TV-Game Block Kuzushi
El 8 de marzo de 1979, Nintendo lanzó el Color TV-Game Block Kuzushi (カラーテレビゲームブロック崩し Karā Terebi-Gēmu Burokku Kuzushi?);. La consola, para 1 jugador, ejecuta una versión portada de "Block Breaker" (ブロック崩し Burokku Kuzushi?), uno de los juegos de arcade de Nintendo basado en Breakout de Atari. Al igual que el Color TV-Game 6, la paleta en el juego está controlada por un dial conectado al sistema y hay interruptores para jugar variaciones del mismo juego. El diseño externo del sistema es uno de los primeros proyectos de videojuegos de  Shigeru Miyamoto después de haberse unido a Nintendo en 1977.

### Computer TV-Game
La consola final de la serie es Computer TV-Game (コンピューターテレビゲーム Konpyūtā Terebi-Gēmu?). Lanzada en 1980, fue vendida y producida en cantidades limitadas. El único juego en esta consola es un port del primer videojuego de Nintendo, Computer Othello. El juego puede ser jugado mano a mano por dos personas, o contra una computadora y era bastante sofisticado para el momento. Nintendo logró convertirlo de un juego de arcade simplemente integrando una placa de arcade completa que hizo la máquina grande y pesada. La fuente de alimentación pesa más de dos kilogramos. La consola costaba 48.000 yenes al momento de su lanzamiento. Comparativamente, la Famicom, que salió solo 3 años después, cuesta un tercio del precio y puede jugar cientos de juegos.

## Legado

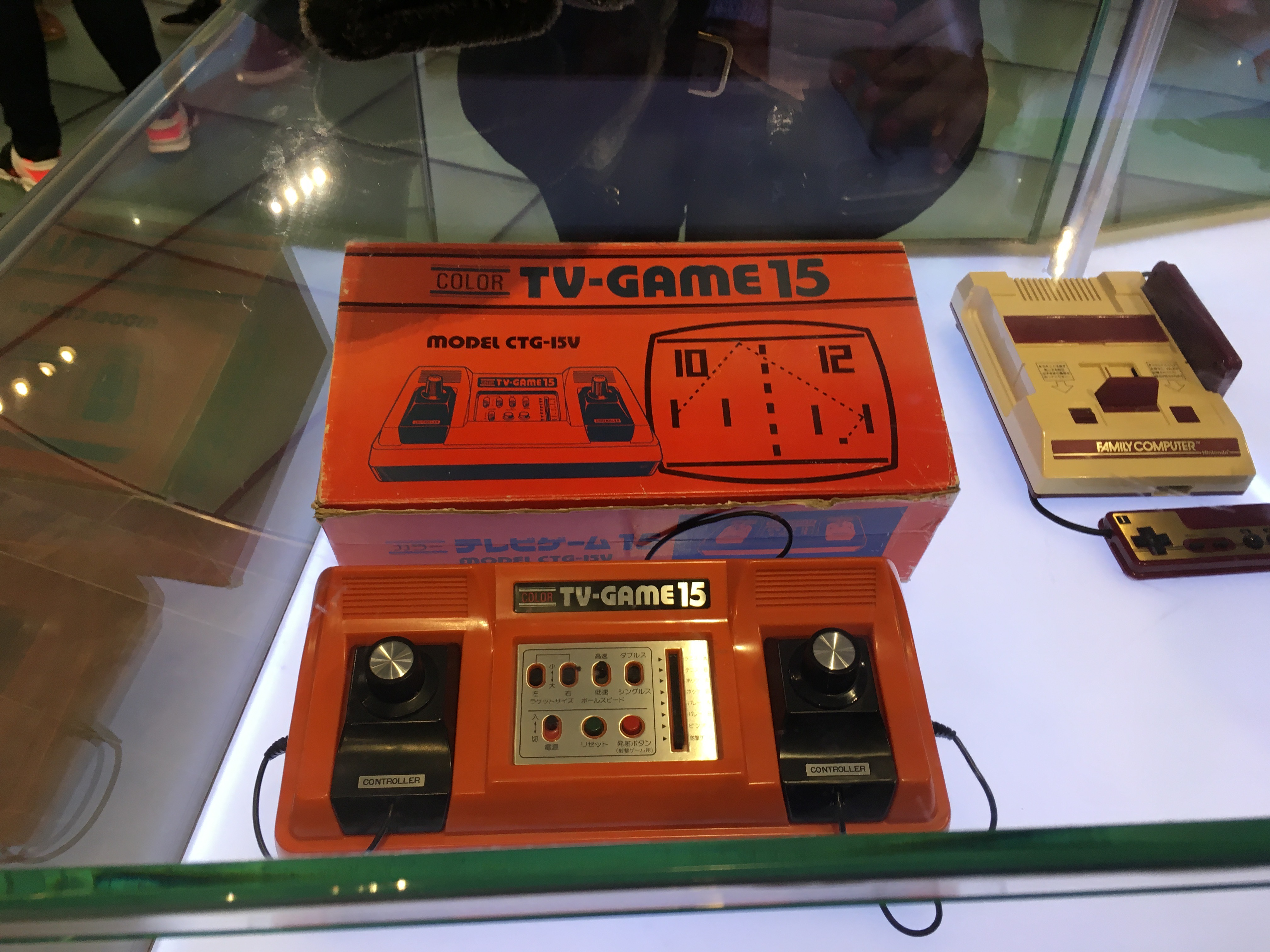
Color TV-Game 15 en exhibición en la tienda de Nintendo en Nueva York.

Dos décadas después, Nintendo hace referencia a sus "Color TV Games" en sus series de juegos WarioWare:
- WarioWare, Minigame Mania para Game Boy Advance (2003) incluye una versión en microjuego del Color TV Racing 112, como parte de la colección 9-Volt de juegos antiguos de Nintendo.
- Wario Ware Smooth Moves para Wii (2006) incluye una versión en microjuego del Color TV Game 6 en el que puedes jugar al "Light Tennis", como parte de la colección 9-Volt y 18-Volt de juegos antiguos de Nintendo.

También hace una pequeña aparición en la cuarta entrega de la saga Smash Bros.:
- Super Smash Bros. para 3ds y Wii U incluye al color TV-game como uno de sus múltiples ayudantes (assistants) en los combates del juego.

|                                  |
| Color TV-Game 6 (modelo CTG-6V). |

|                                    |
| Color TV-Game 15 (modelo CTG-15S). |

|                                    |
| Color TV-Game 15 (modelo CTG-15V). |

|                         |
| Color TV Block Kuzushi. |

|                      |
| Color TV Racing 112. |

|                   |
| Computer TV-Game. |